# العلاقات النمساوية السلوفاكية
العلاقات النمساوية السلوفاكية هي العلاقات الثنائية التي تجمع بين النمسا وسلوفاكيا.

## مقارنة بين البلدين
هذه مقارنة عامة ومرجعية للدولتين:
| وجه المقارنة                                              | النمسا                                                    | سلوفاكيا                                                       |
| --------------------------------------------------------- | --------------------------------------------------------- | -------------------------------------------------------------- |
| المساحة (كم2)                                             | 83.86 ألف                                                 | 49.03 ألف                                                      |
| عدد السكان (نسمة)                                         | 8.81 مليون                                                | 5.44 مليون                                                     |
| الكثافة السكانية (ن./كم²)                                 | 105.06                                                    | 110.95                                                         |
| العاصمة                                                   | فيينا                                                     | براتيسلافا                                                     |
| اللغة الرسمية                                             | اللغة الألمانية، لغة الإشارة النمساوية ‏                   | اللغة السلوفاكية                                               |
| العملة                                                    | يورو، شلن نمساوي، رايخ مارك، شلن نمساوي                   | كرونة سلوفاكية، يورو                                           |
| الناتج المحلي الإجمالي (بليون دولار)                      | 416.60 مليار                                              | 95.77 مليار                                                    |
| الناتج المحلي الإجمالي (تعادل القوة الشرائية) بليون دولار | 426.99 مليار                                              | 162.34 مليار                                                   |
| الناتج المحلي الإجمالي الاسمي للفرد دولار أمريكي          | 43.77 ألف                                                 | 16.09 ألف                                                      |
| الناتج المحلي الإجمالي للفرد دولار أمريكي                 | 47.68 ألف                                                 | 30.46 ألف                                                      |
| مؤشر التنمية البشرية                                      | 0.885                                                     | 0.844                                                          |
| رمز المكالمات الدولي                                      | +43                                                       | +421                                                           |
| رمز الإنترنت                                              | .at                                                       | .sk                                                            |
| المنطقة الزمنية                                           | توقيت وسط أوروبا، ت ع م+01:00، ت ع م+02:00، أوروبا/فيينا ‏ | توقيت وسط أوروبا، ت ع م+01:00، ت ع م+02:00، أوروبا/براتيسلافا ‏ |

## مدن متوأمة
في ما يلي قائمة باتفاقيات التوأمة بين مدن نمساوية وسلوفاكية:
- ترتبط فيينا مع براتيسلافا باتفاقية توأمة منذ 20 نوفمبر 1990.
- ترتبط هولابرون مع هليتش باتفاقية توأمة منذ 9 مارس 2005.[14]
- ترتبط يودنبورغ مع زفولن باتفاقية توأمة.

## منظمات دولية مشتركة
يشترك البلدان في عضوية مجموعة من المنظمات الدولية، منها:
| علم المنظمة | اسم المنظمة                               | تاريخ انضمام النمسا | تاريخ انضمام سلوفاكيا |
| ----------- | ----------------------------------------- | ------------------- | --------------------- |
|             | الاتحاد الأوروبي                          | 1995                | 1 مايو 2004           |
|             | وكالة ضمان الاستثمار متعدد الأطراف        | 16 ديسمبر 1997      | 1993                  |
|             | منظمة التعاون الاقتصادي والتنمية          | ?                   | ?                     |
|             | الأمم المتحدة                             | 14 ديسمبر 1955      | 19 يناير 1993         |
|             | الوكالة الدولية للطاقة                    | ?                   | ?                     |
|             | الفريق المعني برصد الأرض                  | ?                   | ?                     |
|             | مركز تنسيق الحركة في أوروبا ‏              | ?                   | ?                     |
|             | منظمة حظر الأسلحة الكيميائية              | ?                   | ?                     |
|             | منظمة التجارة العالمية                    | ?                   | ?                     |
|             | منظمة الشرطة الجنائية الدولية             | ?                   | ?                     |
|             | منظمة الأمن والتعاون في أوروبا            | 25 يونيو 1973       | 1993                  |
|             | مؤسسة التنمية الدولية                     | 28 يونيو 1961       | 1993                  |
|             | يونسكو                                    | 13 أغسطس 1948       | 9 فبراير 1993         |
|             | الاتحاد البريدي العالمي                   | ?                   | ?                     |
|             | البنك الدولي للإنشاء والتعمير             | 27 أغسطس 1948       | 1993                  |
|             | الاتحاد الدولي للاتصالات                  | 1866                | 23 فبراير 1993        |
|             | مؤسسة التمويل الدولية                     | 28 سبتمبر 1956      | 1993                  |
|             | المنظمة الأوروبية لسلامة الملاحة الجوية   | 1993                | 1997                  |
|             | المركز الدولي لتسوية المنازعات الاستشارية | 24 يونيو 1971       | 26 يونيو 1994         |
|             | مجموعة أستراليا                           | 1989                | 1994                  |
|             | مجموعة الموردين النوويين                  | ?                   | ?                     |

## أعلام
هذه قائمة لبعض الشخصيات التي تربطها علاقات بالبلدين:
- ألكسندر فون زيميلنسكي (14 أكتوبر 1871[23] – 15 مارس 1942[23])

## وصلات خارجية
- موقع وزارة الخارجية النمساوية
- موقع وزارة الخارجية السلوفاكية